# Фаич, Нусмир
Нусми́р Фа́ич (сербохорв. Nusmir Fajić / Нусмир Фајић; род. 12 января 1987, Босанска-Крупа, СФРЮ) — боснийский футболист, нападающий китайского клуба «Синьцзян Тяньшань Леопард».

## Карьера
Воспитанник боснийского футбола. Выступал за боснийские «Звезду», «Рудар» и «Травник». В 2011 перешёл в словенский клуб «Мура 05».
В 2013 перешёл в словенский гранд «Марибор». Начал успешно, отличаясь в большинстве матчей клуба. Но в конце 2014 потерял место в составе из-за неудовлетворительной игры. За время, проведенное в «Мариборе» провёл 57 матчей в разных турнирах (чемпионат и Кубок Словении, Лига Европы и Лига чемпионов УЕФА).
В феврале 2015 было объявлено о переходе игрока в «Динамо» (Минск) после прохождения медосмотра. Контракт был заключен на 2 года, однако уже в июле клуб расторг соглашение с Фаичем. Футболист сыграл за минское «Динамо» в 8 матчах чемпионата Беларуси, в которых забил 1 гол и отдал 2 голевых паса.
Позже Нусмир заключает контракт с боснийским «Витезом».
С 2016 года играет за китайский «Синьцзян Тяньшань Леопард».

## Достижения
Марибор
- Чемпион Словении (2): 2012/13, 2013/14
- Обладатель Кубка Словении (1): 2012/13
- Обладатель Суперкубка Словении (2): 2012, 2013